# Рец, Жан Франсуа Поль де Гонди
Жан-Франсуа́ Поль де Гонди́, известен как кардина́л де Рец (фр. Jean-François Paul de Gondi, cardinal de Retz; 29 сентября 1613 или 20 сентября 1613, Монмираль — 24 августа 1679[…], Париж) — архиепископ Парижа, выдающийся деятель Фронды, автор знаменитых мемуаров. Четвёртый подряд представитель итальянского рода Гонди на парижской епископской кафедре.

## Биография
Внук маршала Гонди, герцога Реца — уроженца Флоренции, фаворита Екатерины Медичи. По желанию отца принял духовное звание, к которому не имел ни малейшей склонности. Получив докторскую степень, в 1643 году был назначен коадъютором парижского архиепископа.
С помощью проповедей и щедрой милостыни он добивается значительной популярности, которою и пользуется для того, чтобы интриговать против Мазарини. Недовольная правительством парижская чернь, подстрекаемая Гонди, устраивает мятеж в августе 1648 года; ему удается добиться от королевы-регента Анны Австрийской некоторых уступок и успокоить народ. В следующем году Гонди организует союз фрондёров с Мазарини против принца Конде, за что Мазарини обещает выхлопотать ему кардинальскую шапку.
Обманутый в своих ожиданиях, Гонди скоро не только сам переходит на сторону Конде и «молодой фронды», но и привлекает к ней главу старой фронды, герцога Орлеанского, и парижский парламент. Этот новый союз продолжался недолго. Поссорившись с Конде, Гонди вооружает против него парламент и сам переходит на сторону двора, за что и получает, наконец, давно желанную кардинальскую шапку. В начале 1650-х гг во время временного отстранения Мазарини от власти был некоторое время главой правительства Франции.
Когда Мазарини в конце концов одержал верх над своими врагами, в числе последних пострадал и Гонди, несмотря на свои неоднократные услуги двору. Он был обвинен в сношениях с принцем Конде, схвачен и посажен в Венсенский, а потом в Нантский замок. Оттуда ему скоро удалось бежать, после чего он несколько лет скитался по Италии, Голландии, Фландрии и Англии. В 1661 году он вернулся во Францию, сложил с себя архиепископский сан и удалился в Аббатство Сен-Дени, где и умер в 1679 году. При вскрытии королевских гробниц в 1793 году его останки не были найдены.

## Мемуары
Большую литературную (не только историческую) ценность представляют мемуары кардинала де Реца, над которыми он работал в 1670-х годах и которые были впервые изданы посмертно, в 1717 году. Полное издание в одиннадцати томах вышло в 1870—1920 годах. «Мемуары» не следует воспринимать как объективную хронику — автор несколько приукрашивает свою роль в описываемых событиях.

## Образ в культуре
Поль де Гонди является персонажем романов Александра Дюма «Двадцать лет спустя» и Альфреда де Виньи «Сен-Мар».
Кинематограф
- 1978 — телевизионный сериал «Мазарини» (Франция); в роли — Морис Сарфати.
- 1993 — «Луи, король — дитя» (Франция); в роли — Орельен Рекуан.
- 2009 — сериал «Король, Белка и Уж» (Франция); в роли — Жак Фонтанель.
- 2009 — мини-сериал «Королева и кардинал» (Франция, Италия); в роли — Никола Вод.